# Хірургічна стоматологія

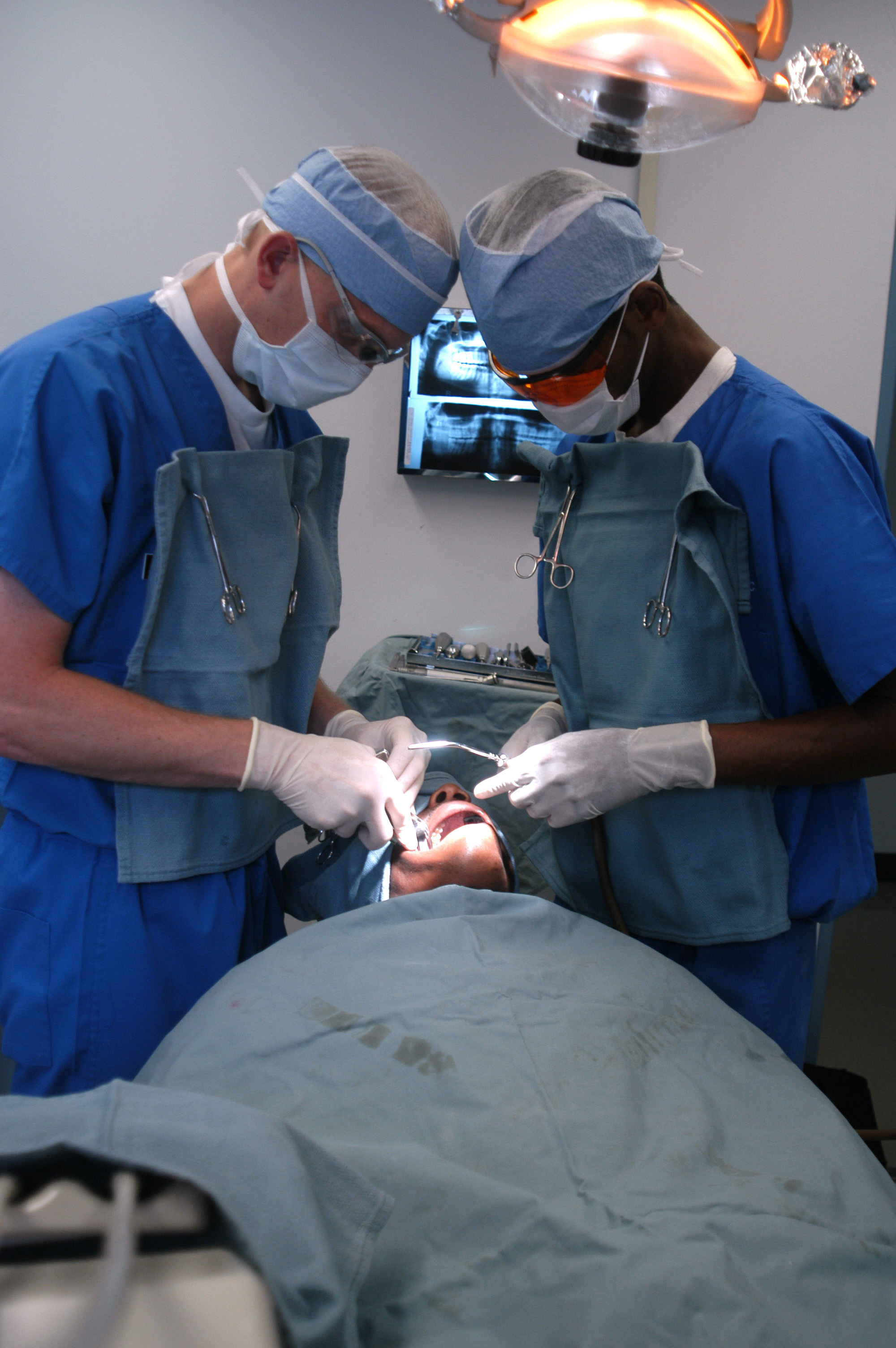
Хірургічна стоматологія

Хірургічна стоматологія — підрозділ щелепно-лицевої хірургії та розділ стоматології, пов'язаний з втручанням на твердих і м'яких тканинах в ротовій порожнині. Застосовуються такі методи лікування як: операції з видалення зубів, зубозберігаючі операції, підсадка кісткової тканини, підготовка і імплантація зубів, а також різноманітні естетичні операції в парадонтології.

## Досліджувані питання
Хірургічна стоматологія у своїй практиці включає і видалення зубів. У випадках, коли лікування неефективне і видалення зуба неминуче, стоматолог-хірург професійно, швидко та безболісно видалить необхідний зуб. Можливе і видалення зубів мудрості, які виросли неправильно та заважають як при жуванні, так і змиканні зубів в стані центральної оклюзії. Коли видаленням ураженого зуба займається стоматолог-хірург, то як правило, лікування стає більш професійним та проходитиме без будь-яких ускладнень та дискомфортів. Також стоматологи-хірурги можуть проводити маніпуляції стосовно видалення кіст, які локалізуються на верхівці кореня зуба.
Крім того, кожен фахівець хірургічної стоматології, перед тим як видалити зуб, проконсультує пацієнта на рахунок протезування або навіть імплантації на місці відсутнього зуба.

## Хірургічна стоматологія включає
- Імплантація
- Зубозберігаючі процедури
- Лікування запальних процесів (періодонтит, періостит, остеомієліт, гайморит, абсцеси, флегмони)
- Видалення зубів (часткове або повне видалення)
- Лікування пухлин порожнини рота
- Підготовка порожнини рота до подальшого протезування
- Видалення невеликих новоутворень на обличчі
- Лікування захворювань СНЩС
- Лікування захворювань трійчастого нерва
- Лікування захворювань слинних залоз
- Первинна хірургічна обробка ран обличчя, шиї, порожнини рота
- Реконструктивні та пластичні операції на щелепах
- Діагностика специфічних захворювань при прояві їх в порожнині рота (актиномікоз, туберкульоз, сифіліс)
- Операції на тканинах пародонта

## Зубозберігаючі операції
- Цистотомія

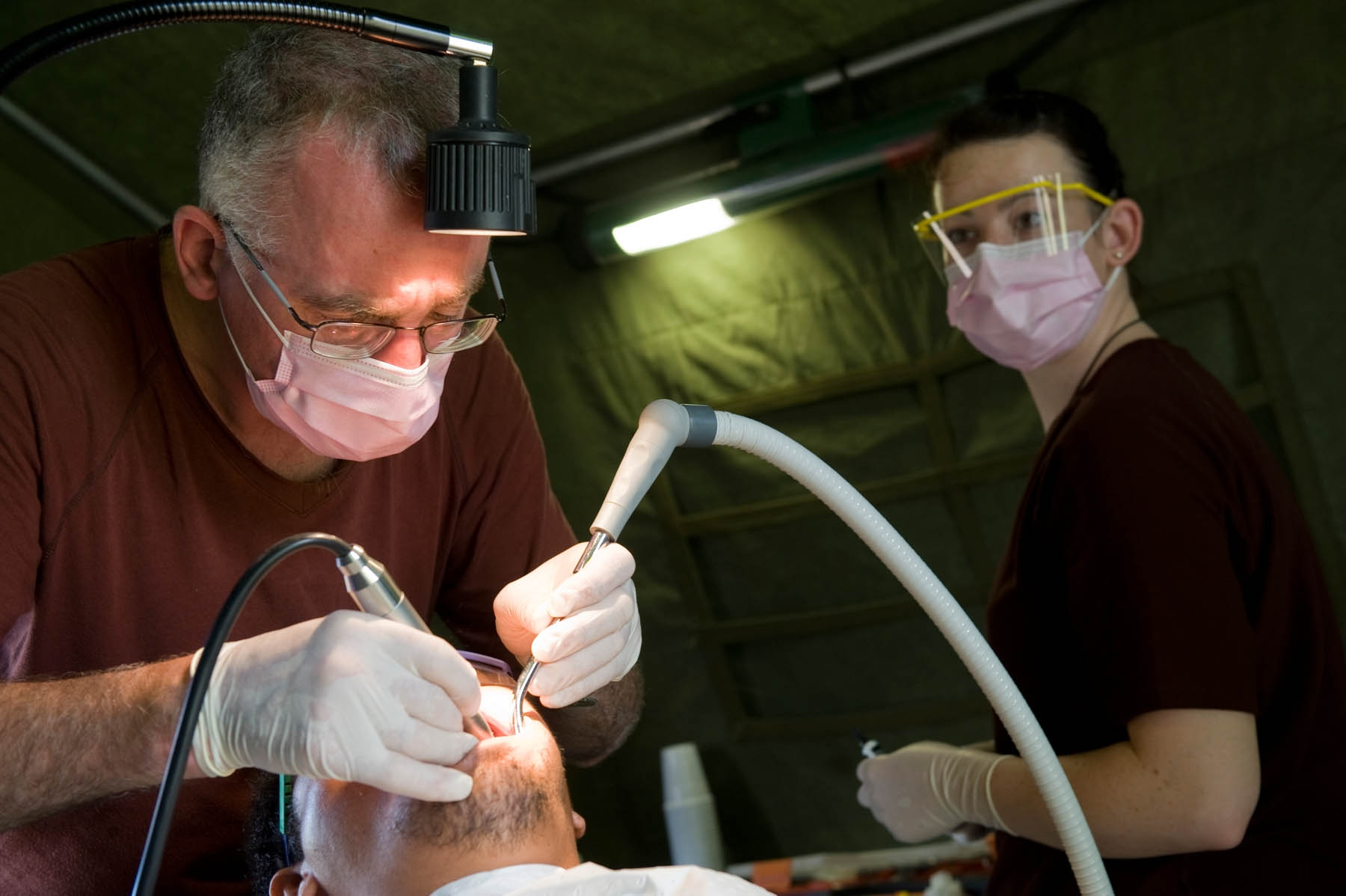
Лікування зубів

Цистотомія (цистоектомія) — в стоматології, операція, яка проводиться при видаленні кісти повністю або її частини. Здебільшого цистотомію проводять з резекцією верхівки кореня.
- Гемісекція

Гемісекція — екстракція частини зуба з коренем. Це операція дозволяє застосувати половину зуба, що залишилася, як опору для стоматологічної конструкції.
Окремим випадком гемісекції є коронорадікулярна сепарація. Проводять у разі наявності запальних процесів між коренями зуба. При сепарації зуб розпилюють по середині та створюють дві окремі частини зуба, які надалі покриваються коронками. Вогнище запалення при цьому «самоліквідується».
- Резекція верхівки кореня

Операція полягає в екстракції частини кореня, що є осередком хронічної інфекції. Проводиться у випадках неможливості ендодонтичного лікування каналів кореня зуба, при наявності гранульом або кіст.

## Видалення зубів

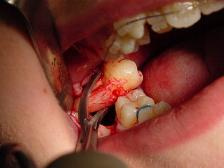
Видалення зубів

Хірургічна стоматологія передбачає повний перелік процедур, спрямованих на відновлення і збереження зубів, але в деяких випадках зуб зберегти не можна, тому й доводиться застосувати таку маніпуляцію як видалення зуба. Видалення зубів — найвідоміша хірургічна маніпуляція, що проводиться в ротовій порожнині пацієнта. Суть операції полягає у видаленні зуба чи його частини за допомогою спеціальних інструментів для різних зубів.
Показання до видалення зубів:
- Достатнє руйнування коронкової або під'ясеневої  частини, коли неможливо зберегти зуб ні за допомогою постановки пломби, ні за допомогою ортопедичних маніпуляцій таких як постановка кульшових вкладок і покриття зуба коронкою.
- Важкий ступінь парадонтиту.
- Травма кореня зуба (перелом кореня зуба).
- Травмування сусідніх м'яких тканин зуба.
- Неможливість ендодонтичного лікування.
- Видалення зубів, що знаходяться не на своєму місці.
- Ортодонтичні свідчення.

Протипоказання до видалення зубів:
- інфекційні захворювання в ротовій порожнині.
- психічні захворювання загостреної форми.
- Цукровий діабет у декомпенсаційній стадії.
- Гострі вірусні респіраторні захворювання.
- Недавно перенесений інфаркт міокарда
- Серцево-судинні захворювання

Основні рекомендації після видалення зуба:
- Після екстракції зуба слід не приймати їжу протягом близько 2 годин.
- Не гріти щоку в області видаленого зуба.
- Намагатися приймати їжу на протилежній стороні від видаленого зуба.
- Не робити посилених полоскань.
- Після видалення зуба, протягом доби, утримуються від прийому гарячої та дуже гарячої рідкої їжі.
- Чищення зубів потрібно проводити наступного дня після екстракції зуба.

## Лікування пухлин порожнини рота
Рак ротової порожнини – це злоякісні пухлини, що вражають слизову оболонку порожнини рота, гортань, язик. Цей вид пухлини відрізняється від безлічі інших тим, що можна виявити захворювання на ранніх стадіях і невідкладно почати лікування.
Причини раку ротової порожнини:
- Механічні травми слизової оболонки рота.
- Нестача вітаміну А.
- Неправильне харчування.
- Вживання гострої та дуже гарячої їжі.

Симптоматика: 
- ерозії.
- виразки.
- нарости.
- білі і червоні плями.

Виділяють три фази розвитку симптомів раку порожнини рота:
- 1. Початкова фаза раку. Виникають незвичні відчуття в зоні осередку. Біль здебільшого не відчувається. Спостерігаються виразки, ущільнення слизової оболонки, наліт білого кольору.
- 2. Друга фаза раку порожнини рота. З'являються виражені виразки. Біль посилюється.
- 3. Третя фаза раку порожнини рота (запущена). Пухлина стає небезпечною, дуже швидко поширюється на інші тканини, її розміри збільшуються, відчуваються сильні болі.

Попередження раку ротової порожнини:
- Регулярне обстеження у стоматолога. Також можна самостійно оглядати язик, гортань і бічні сторони ротової порожнини.
- Намагайтеся дотримуватися здорового способу життя.

Саме ж лікування раку порожнини рота включає:
- Видалення пухлини хірургічним шляхом. Але якщо пухлина занадто далеко, то хірургічне втручання може мати неприємні наслідки для пацієнта.
- Хімієтерапія. Суть в тому, щоб за допомогою хімієпрепаратів зупинити життєдіяльність ракових клітин. Доза хімієпрепаратів призначається лікарем і залежить від фази розвитку пухлини та її розміру. Препарати вводяться в кров, значить, діють вони не тільки на ракові клітини порожнини рота, але і на здорові клітини. Тому хімієтерапія може викликати пагубні наслідки на організм людини. Серед них ослаблений імунітет, випадання волосся, діарея, блювання тощо.

## Історія розвитку стоматології в Україні
- Перші відомості про стоматологічне лікування сягають сивої давнини. Перші стоматологічні школи були засновані у 19 столітті. Виділення стоматології як окремої медичної науки відбулося в кінці 19—на початку 20 століття.
- Початки зубного лікування в Україні розпочалися вже в ранню добу. З 16 століття це робили так звані цирульники. Перші праці українських медиків зі стоматології були написані у 18 столітті.
- Стоматологічну допомогу подають в Україні в зубних відділах поліклінік чи в зуболікарських кабінетах. У 1973 в Україні почало працювати 10366 стоматологів і 8667 зубних лікарів. У 1972 в УРСР були два навчальні інститути з стоматології, які розташовувались у Харкові та Полтаві, три стоматологічні факультети при Одеському, Київському та Львівському медичних інститутах.